# Marèse Nijman
Marèse Nijman (Harderwijk, 29 juni 1992) is een Nederlands voetballer die in seizoen 2011/12 speelde voor FC Zwolle in de Eredivisie Vrouwen.

## Carrière
Marèse Nijman doorliep vanaf 2007, net als haar tweelingzus Nathalja, de jeugdopleiding van FC Twente, alwaar ze in 2009 de stap maakte naar het beloftenelftal dat onder de naam vv ATC '65 uitkwam in de Eerste klasse. Dat jaar werd ze kampioen met het elftal en wist via de play-offs promotie af te dwingen naar de hoofdklasse. In seizoen 2010/11 speelde ze als aanvoerder met het elftal in de hoofdklasse en wist uiteindelijk op een vierde plek te eindigen, hetgeen recht gaf op promotie naar de nieuwe topklasse. Nijman zelf vertrok, wederom met haar zus, naar FC Zwolle om te gaan spelen in de Eredivisie. In de eerste speelronde maakte ze haar debuut voor de club. Na één seizoen Eredivisie besloot Nijman om een punt achter haar carrière te zetten.

## Statistieken
| Seizoen | Club                         | Land      | Competitie      | Wedstrijden | Doelpunten |
| ------- | ---------------------------- | --------- | --------------- | ----------- | ---------- |
| 2009/10 | ATC '65 / Beloften FC Twente | Nederland | Eerste Klasse B | –           | –          |
| 2010/11 | ATC '65 / Beloften FC Twente | Nederland | Hoofdklasse     | –           | –          |
| 2011/12 | FC Zwolle                    | Nederland | Eredivisie      | 11          | 0          |
| Totaal  | Totaal                       | Totaal    | Totaal          | 11          | 0          |